# Panstrongylus
Panstrongylus Berg, 1879 es un género que pertenece a la subfamilia Triatominae. Se encuentra exclusivamente en América del Sur.

## Especies
Los estudios han demostrado que el género puede ser polifilético o parafilético, por lo que se requiere una revisión taxonómica.
Se reconocen 13 especies válidas de Panstrongylus:
- Panstrongylus chinai (Del Ponte, 1929) (Tc)[4]
- Panstrongylus diasi Pinto & Lent, 1946
- Panstrongylus geniculatus (Latreille 1811)  (Tc)
- Panstrongylus guentheri Berg, 1879  (Tc)
- Panstrongylus howardi (Neiva, 1911)  (Tc)[4] (endémico de Ecuador)[5]
- Panstrongylus humeralis (Usinger, 1939)  (Tc)
- Panstrongylus lenti Galvão & Palma, 1968
- Panstrongylus lignarius (Walker, 1873)  (Tc)[4]
- Panstrongylus lutzi (Neiva & Pinto, 1923b) (Tc)
- Panstrongylus megistus (Burmeister, 1835) (Tc)[6]
- Panstrongylus mitarakaensis (Bérenger & Blanchet, 2007)
- Panstrongylus rufotuberculatus (Champion, 1899)  (Tc)[4]
- Panstrongylus tupynambai Lent, 1942  (Tc)

(Tc) significa que es vector de Trypanosoma cruzi, que transmite la enfermedad de Chagas.